# Aberporth
Aberporth ou Aber-porth est un village côtier et une communauté du Ceredigion, au pays de Galles.
Il est situé dans le sud-ouest du comté, sur le littoral de la baie de Cardigan, à une dizaine de kilomètres au nord-est de la ville de Cardigan.

## Toponymie
Le nom Aberporth se compose des éléments gallois aber « embouchure, estuaire » et porth « baie, port, havre ». Il renvoie à la situation géographique du village à l'embouchure de la Nant Howni.

## Démographie
Au recensement de 2011, la communauté d'Aberporth, qui comprend aussi les villages et hameaux de Blaenannerch (cy), Blaen-porth (cy), Dyffryn (cy) et Parc-llyn (en), comptait 2 374 habitants.